# Inugami Gyōbu
Pour les articles homonymes, voir Inugami.

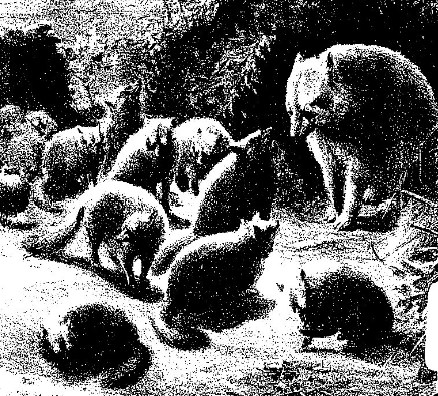
Livre illustré Huit cent huit tanuki, le récit étrange de Matsuyama.

Inugami Gyōbu (隠神刑部, également désigné sous le nom de Gyōbu-danuki (刑部狸)) est un bake-danuki (tanuki qux facultés surnaturelles) issu des légendes de la province d'Iyo (actuellement préfecture d'Ehime) dans la ville de Matsuyama. Il apparaît dans le récit Matsuyama Sōdō Happakuya Tanuki Monogatari (松山騒動八百八狸物語), considéré comme l'une des trois grandes histoires de tanuki au Japon, aux côtés de Shōjōji no Tanuki-bayashi et de Bunbuku Chagama.

## Récit
L’histoire d’Inagami-Gyobu se déroule dans le contexte de la Grande famine de Kyōhō. Ce récit, relatant des troubles internes, a été consigné en 1805 (année 2 de l'ère Bunka) sous le titre Iyo Nagusa, avant d’être adapté en un récit fantastique par Tanabe Nanryū, un maître de kōdanshi, une forme de narration, en y ajoutant des éléments surnaturels. L'histoire s'est ensuite largement répandue sous forme de kōdan, et de nombreuses variantes existent, selon l'approche du narrateur,. Cependant, l'intrigue générale reste inchangée.
La région de Shikoku est riche en contes et légendes de tanukis, et ceux de Matsuyama possèdent une histoire remontant à l'époque de l'empereur Tenji. Au cours du temps qui passe, un groupe familial de tanuki s’est mis à grossir jusqu’à compter plusieurs centaines d’individus disséminés çà et là sur l’île, où ils étaient désigné collectivement sous le nom de Happakuya Tanuki (八百八狸), soit les "808 tanukis". À leur tête, régnait un tanuki décrit comme plus imposant que les autres, désigné sous le nom d’Inugami. Il résidait dans une caverne à Kumakōgen et protégeait le château de Matsuyama-jō, grâce à ses grands pouvoirs mystiques, qui étaient les plus puissants de toute l’île de Shikoku. Le titre de Gyōbu (刑部), dans Inugami gyōbu, est un titre prestigieux, qui lui avait été accordé par un ancêtre  du seigneur du Château de Matsuyama. Il fit l’objet d’une certaine vénération par la population locale. 
Cependant, lors des troubles internes qui éclatèrent sous le règne de Matsudaira (Hisamatsu) Oki no Kami, une insurrection éclata et Inugami Gyōbu fut utilisé par le camp rebelle pour débarrasser le château de Matsuyama de la cour en place. Selon le récit, le grand tanuki ordonna à ses centaines de subordonnés de porter assistance aux rebelles en semant la terreur aux abords de la bâtisse. 
Cependant, la bande et son chef furent mis en déroute par un certain Inō Butayū, un vassal du domaine, qui, grâce à un bâton sacré qu’il aurait reçu de l'Usa Hachiman Daibosatsu, scella Inugami Gyōbu et ses sbires dans une caverne située sous une montagne à Kumayama,. Cette fameuse caverne, existe encore aujourd’hui dans le village de Kutanaka, désignée sous le nom de Sanctuaire Reijin de Yamaguchi (山口霊神),.

## Versions
Comme mentionné, plusieurs versions du Matsuyama Sōdō Happakuya Tanuki Monogatari existent, différentes versions de la défaite de la manière dont Inugami Gyōbu a aidé le camp rebelle, ainsi que la manière dont il a été vaincu par Inō Butayū existent : 
- le jeune samouraï du camp rebelle, Gotō Shōgenta Masanobu (後藤小源太正信), tenta d'éliminer Inugami Gyōbu pour éviter qu'il ne gêne la rébellion. À la suite de ce combat, ils conclurent un pacte épargnant la vie du grand tanuki et de sa famille s'il se décidait à couvrir les arrières de Gotō lors de la bataille. C’est ainsi qu’Inugami Gyōbu fut contraint de porter assistance aux rebelles en raison de cet accord[7]. Lorsque Butayū arriva dans la ville, Inugami Gyōbu, craignant le bâton sacré de ce dernier, tenta de le tromper, mais cela ne fit qu’éveiller la colère de Butayū, qui se retourna contre les rebelles[7],[8] ;
- une autre version indique qu’Inugami Gyōbu n’aimait pas le seigneur actuel, qui ne respectait pas les traditions, et se lia d'amitié avec Gotō pour renverser le château. Mais Butayū, ayant été convoqué pour contrer les rebelles, vainquit Inugami Gyōbu après avoir découvert qu'il était du côté des rebelles[6] ;
- dans une troisième version, les rebelles trompèrent Inugami Gyōbu et le manipulèrent pour qu'il les aide, tout en projetant de le faire accuser des crimes commis dans le château. Inugami Gyōbu fut alors mis en accusation et tué par Butayū[2] ;
- dans certaines variantes, Butayū ne possédait pas un bâton sacré, mais un maillet donné par le chef des yōkai, Yamamoto Gorōzaemon (山本五郎左衛門), pour vaincre Inugami Gyōbu[9].

## Influence culturelle
La légende d'Inugami Gyōbu est bien ancrée dans la culture de la région de Shikoku. On trouve de nombreuses statues représentant le tanuki légendaire dans la ville de Matsuyama (松山市), notamment le long du chemin Mizuki Shigeru Road (水木しげるロード) à Sakaiminato (境港市). Ces statues de bronze représentent Inugami Gyōbu tenant un parchemin, parfois accompagné d'autres tanukis subordonnés.